# Pseudoclanis occidentalis
Pseudoclanis occidentalis es una polilla de la familia Sphingidae, tribu Smerinthini. Vuela en Sierra Leona, Costa de Marfil, Ghana, Camerún, Gabón, la República Centroafricana y Kenia.
Las larvas se alimentan de especies de Ficus natalensis, Ficus asperifolia, Ficus leprieurii, Ficus platyphylla, Ficus macrosperma, Ficus mucoso, Ficus umbellata, Urera camerunensis, Sterculia tragacantha, Loranthus y Celtis.